# María José Mendoza García
María José Mendoza García (València, 27 de gener de 1955) és una metgessa i política valenciana, diputada a les Corts Valencianes en la V i VI legislatures.
Llicenciada en medicina i cirurgia per la Universitat de València, s'ha especialitzat en medicina familiar i comunitària. És membre de l'Associació ciutadana per a la promoció i defensa de la salut del País Valencià i de la fundació de la Societat Valenciana de Medicina Familiar i Comunitària.
Militant del PSPV-PSOE, fou escollida diputada a les eleccions a les Corts Valencianes de 1999 i 2003. Ha estat secretària de la Comissió de Medi Ambient (2003-2007) i de la Comissió Permanent no legislativa de Seguretat Nuclear (1999-2003).